# Acontia connexa
Acontia connexa là một loài bướm đêm trong họ Noctuidae.